# Harald Jürgensen

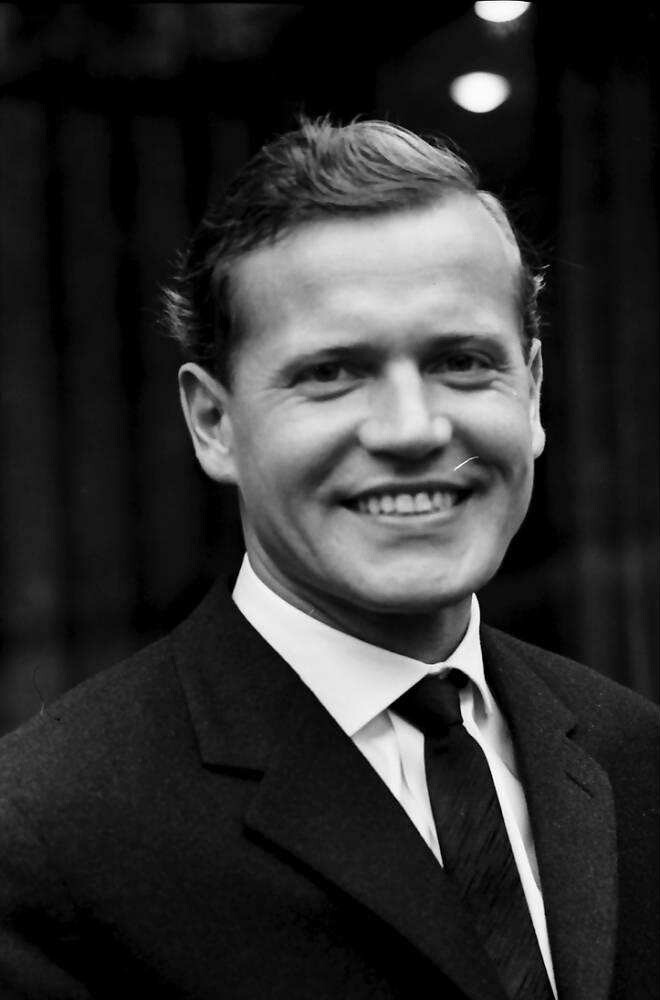
Harald Jürgensen, aufgenommen von Willy Pragher im November 1960

Harald Jürgensen (* 14. Oktober 1924 in Garding, Schleswig-Holstein; † 31. Januar 2008 in Ensenada, Mexiko) war ein deutscher Nationalökonom und Hochschullehrer. Als ordentlicher Professor für Volkswirtschaft in Hamburg befasste er sich insbesondere mit Außenwirtschaft und Verkehrspolitik.

## Leben
Harald Jürgensen, Sohn des Postoberamtmanns Carl Jürgensen und dessen Ehefrau, eine geborene Evert, studierte Volkswirtschaftslehre an der Universität Kiel, unter anderem bei Erich Schneider und Andreas Predöhl. Im Jahr 1950 schloss er sein Studium als Diplom-Volkswirt ab. 1952 wurde er bei Andreas Predöhl mit der Arbeit Der westeuropäische Industriekern in seinen Austauschbeziehungen für Eisen und Stahl und der gemeinsame Markt der Montanunion in Kiel zum Dr. sc. pol. promoviert. Im selben Jahr wurde er wissenschaftlicher Referent am Institut für Weltwirtschaft in Kiel. 1953 wurde er Assistent an der Universität Münster, wo er sich 1955 habilitierte und Privatdozent wurde.
Im Jahr 1959 erhielt er einen Ruf als ordentlicher Professor für Wirtschaftswissenschaft an das Europäische Forschungsinstitut der Universität des Saarlandes. 1960 wechselte er als Ordinarius für Volkswirtschaftslehre an die Universität Hamburg. Jürgensen war 1961 Gründer des Instituts für Europäische Wirtschaftspolitik, das er auch leitete, und zudem Direktor des Instituts für Verkehrswissenschaft und des Seminars für Sozioökonomie an der Hamburger Universität. Zusammen mit Fritz Voigt (1910–1993) gründete Jürgensen 1961 die „Gesellschaft zur Förderung der verkehrswissenschaftlichen Forschung e. V.“, seit 1995 „Gesellschaft für Verkehr und Logistik e.V.“. Jürgensen war deren Gründungspräsident von 1961 bis 1968. 1990 wurde er emeritiert.
Harald Jürgensen war evangelisch, ab 1978 mit Dorothee Jürgensen, geborene Göring, verheiratet und hatte einen Sohn namens Stefan.

## Wirken
Die Hauptforschungsgebiete von Harald Jürgensen waren die Europäische Integrationspolitik und die Verkehrspolitik. Er hat hierzu zahlreiche Veröffentlichungen und wissenschaftliche Arbeiten publiziert.
Er war unter anderem Mitglied des Wissenschaftlichen Beirats des Bundesministeriums für Verkehr, Bau und Stadtentwicklung, Mitglied des Wissenschaftlichen Beirats des Bundesministeriums für wirtschaftliche Zusammenarbeit und Entwicklung und Mitglied der Sachverständigenkommission für die Mitbestimmung. Er war Mitglied des Bergedorfer Gesprächskreises.
Im Jahr 1969 erhielt er den von der Neuen Heimat 1963 geschaffenen Heinrich-Plett-Preis.
Jürgensen war Mitunterzeichner des eurokritischen Manifests Die währungspolitischen Beschlüsse von Maastricht: Eine Gefahr für Europa (1992).

## Veröffentlichungen (Auswahl)
- Die westeuropäische Montanindustrie und ihr gemeinsamer Markt (= Forschungen aus dem Institut für Verkehrswissenschaft an der Universität Münster, Bd. 10). Vandenhoeck & Ruprecht, Münster 1955.
- Wirtschaftsprobleme der Moselkanalisierung (= Forschungen aus dem Institut für Verkehrswissenschaft an der Universität Münster, Bd. 8). Vandenhoeck & Ruprecht, Göttingen 1956.
- Probleme der Finanzierung der Investitionen in Entwicklungsländern. 1959.
- Produktivitätsorientierte Regionalpolitik als Wachstumsstrategie Hamburgs (= Weltwirtschaftliche Studien aus dem Institut für Europäische Wirtschaftspolitik der Universität Hamburg. Band. 8). Vandenhoeck & Ruprecht, Göttingen 1965.
- (mit Dieter Aldrup): Verkehrspolitik im europäischen Integrationsraum (= Schriftenreihe zum Handbuch für Europäische Wirtschaft, Bd. 10). Nomos, Baden-Baden 1968.
- (mit Hartmut Berg): Konzentration und Wettbewerb im Gemeinsamen Markt. Das Beispiel der Autoindustrie (= Wirtschaftspolitische Studien. Band 12). Vandenhoeck & Ruprecht, Göttingen 1968.
- (mit Michael Schulz-Trieglaff): Entwicklungsperspektiven der Weltkupferwirtschaft. Konsequenzen und Alternativen für die Bundesrepublik (= Weltwirtschaftliche Studien aus dem Institut für Europäische Wirtschaftspolitik der Universität Hamburg, Bd. 11). Vandenhoeck & Ruprecht, Göttingen 1969.
- Der Rationalisierungseffekt von Linienkonferenzen in Fahrtgebieten von besonderem Interesse für die kontinentaleuropäische Schiffahrt (= Verkehrswissenschaftliche Studien aus dem Institut für Verkehrswissenschaft der Universität Hamburg, Bd. 18). Vandenhoeck & Ruprecht, Göttingen 1971, ISBN 3-525-12422-8.
- Entwicklungstendenzen im Mineralölverkehr. Entscheidungshilfen für eine problemgerechte Verkehrspolitik (=  Verkehrswissenschaftliche Studien aus dem Institut für Verkehrswissenschaft der Universität Hamburg, Bd. 20). Vandenhoeck & Ruprecht, Göttingen 1972, ISBN 3-525-12423-6.
- (mit Patrick Moore; Michael Oesterreich): Strukturwandel im Einzelhandel. Bisherige und voraussehbare Auswirkungen einer permanenten Herausforderung (= Wirtschaftspolitische Studien, Bd. 56). Vandenhoeck & Ruprecht, Göttingen 1980, ISBN 3-525-12257-8.